# 2008 w filmie
Wydarzenia filmowe w 2008 roku.

2008 w filmie to przede wszystkim rok premier sequeli, takich jak: John Rambo, Opowieści z Narnii: Książę Kaspian, Step Up 2, Indiana Jones i Królestwo Kryształowej Czaszki, Hellboy: Złota armia, Mroczny Rycerz, Incredible Hulk, Z Archiwum X: Chcę wierzyć, Mumia: Grobowiec cesarza smoka, Gwiezdne wojny: Wojny klonów, High School Musical 3: Ostatnia klasa, Piła V, 007 Quantum of Solace, Madagaskar 2, Transporter 3 oraz Stowarzyszenie wędrujących dżinsów 2.

## Rok 2008 ogłoszono
- Rokiem Polskiej Animacji

## Box office
Ranking wykazuje dziesięć filmów, które zarobiły najwięcej pieniędzy (w dolarach USA) podczas wyświetlania w kinach w roku 2008. Lista zawiera zsumowaną wartość światową, oraz kwoty zarobione w poszczególnych państwach, jak Wielka Brytania, Australia, Kanada czy Stany Zjednoczone.
| Miejsce | Tytuł                                          | Wytwórnia    | Świat (brutto)  | USA/Kanada (brutto) | Wielka Brytania (brutto) | Australia (brutto) |
| ------- | ---------------------------------------------- | ------------ | --------------- | ------------------- | ------------------------ | ------------------ |
| 1       | Mroczny Rycerz                                 | Warner Bros. | 1 001 921 825 $ | 533 345 358 $       | 89 066 002 $             | 39 880 001 $       |
| 2       | Indiana Jones i Królestwo Kryształowej Czaszki | Paramount    | 786 636 033 $   | 317 101 110 $       | 79 283 312 $             | 27 981 873 $       |
| 3       | Kung Fu Panda                                  | DreamWorks   | 631 737 680 $   | 215 434 591 $       | 39 405 501 $             | 24 764 811 $       |
| 4       | Hancock                                        | Columbia     | 624 386 746 $   | 227 946 274 $       | 49 170 891 $             | 19 636 856 $       |
| 5       | Mamma Mia!                                     | Universal    | 609 827 661 $   | 144 130 063 $       | 132 342 643 $            | 29 287 466 $       |
| 6       | Madagaskar 2                                   | DreamWorks   | 603 900 309 $   | 180 010 950 $       | 35 471 617 $             | 15 093 421 $       |
| 7       | 007 Quantum of Solace                          | MGM/Columbia | 586 090 727 $   | 168 368 427 $       | 80 805 643 $             | 20 645 336 $       |
| 8       | Iron Man                                       | Paramount    | 585 133 287 $   | 318 412 101 $       | 33 822 889 $             | 18 880 106 $       |
| 9       | WALL·E                                         | Disney       | 534 767 889 $   | 223 808 164 $       | 41 215 600 $             | 14 165 390 $       |
| 10      | Opowieści z Narnii: Książę Kaspian             | Disney       | 419 651 413 $   | 141 621 490 $       | 21 581 030 $             | 13 181 570 $       |

## Wydarzenia
- styczeń
  - 13 stycznia – 65. przyznanie Złotych Globów (ceremonia nie odbyła się z powodu strajku scenarzystów)
  - 15–20 stycznia – 18. Festiwal Filmowy w Tromsø
  - 17–27 stycznia – 24. Festiwal Filmowy w Sundance 2008
  - 22 stycznia – ogłoszenie nominacji do Oscara za rok 2007 – Katyń oraz Piotruś i wilk wśród nominowanych
  - 22 stycznia–2 lutego – Międzynarodowy Festiwal Filmowy w Santa Barbara
  - 23 stycznia-3 lutego – 37. Międzynarodowy Festiwal Filmowy w Rotterdamie
  - 26 stycznia – 60. ceremonia rozdania nagród Gildii Reżyserów Amerykańskich
  - 27 stycznia – 14. ceremonia rozdania nagród Gildii Aktorów Amerykańskich
- luty
  - 1–11 lutego – Festiwal Filmowy Fajr w Teheranie
  - 3 lutego – 22. ceremonia wręczenia nagród Goya
  - 6–9 lutego – XV Ogólnopolski Festiwal Sztuki Filmowej Prowincjonalia 2008 we Wrześni
  - 7–17 lutego – 58. Międzynarodowy Festiwal Filmowy w Berlinie
  - 8 lutego – 35. ceremonia wręczenia nagród Annie
  - 9 lutego – 60. ceremonia wręczenia nagród Gildii Scenarzystów Amerykańskich
  - 10 lutego – 61. ceremonia wręczenia nagród BAFTA
  - 14–24 lutego – 4. Festiwal Filmowy w Glasgow
  - 22 lutego – 33. ceremonia wręczenia Cezarów
  - 23 lutego – 23. ceremonia wręczenia Independent Spirit Awards
  - 23 lutego – 28. przyznanie Złotych Malin
  - 24 lutego – 80. ceremonia wręczenia Oscarów
- marzec
  - 3 marca – 28. ceremonia wręczenia nagród Genie
  - 5–13 marca – Festiwal Filmów Dokumentalnych „Jeden świat” w Pradze
  - 6–17 marca – 10. Festiwal Filmów Dokumentalnych w Salonikach
  - 16–30 marca – 4. Rwanda Film Festival w Kigali
  - 26 marca-4 kwietnia – 5. Międzynarodowy Festiwal Praw Człowieka „Docudays” w Kijowie
- kwiecień
  - 1–6 kwietnia – 5. Festiwal Cywilizacji i Twórczości Audio-Wizualnej Mediatravel w Łodzi
  - 2–6 kwietnia – 9. Międzynarodowe Dni Filmu Dokumentalnego „Rozstaje Europy” w Lubinie
  - 5–12 kwietnia – VI Festiwal Filmowy Opolskie Lamy 2008
  - 9–13 kwietnia – III Festiwal Sztuki Filmowej „Celuloid, Człowiek, Cyfra” w Katowicach
  - 13–19 kwietnia – 4. Ukraiński Międzynarodowy Festiwal Filmów Dokumentalnych „Kontakt” w Kijowie
  - 14 kwietnia – 10. ceremonia wręczenia Polskich Nagród Filmowych – Orłów
  - 14 kwietnia – 53. ceremonia wręczenia nagród David di Donatello
  - 16–20 kwietnia – 7. Warszawski Festiwal Amatorskich Filmów Fabularnych „Oskariada”
  - 17–27 kwietnia – 15. Międzynarodowy Festiwal Filmów Dokumentalnych „Hot Docs Canadian” w Toronto
  - 20 kwietnia – 4. rozdanie nagród OFFskary
  - 22–27 kwietnia – 5. Międzynarodowy Festiwal Filmowy Żydowskie Motywy
  - 23 kwietnia-4 maja – 7. Tribeca Film Festival w Nowym Jorku
  - 24 kwietnia-8 maja – 51. Międzynarodowy Festiwal Filmowy w San Francisco
  - 25–27 kwietnia – 5. Międzynarodowy Festiwal Animacji ReAnimacja w Łodzi
  - 26 kwietnia-4 maja – 56. Festiwal Filmowy w Trydencie
- maj
  - 14–25 maja – 61. Międzynarodowy Festiwal Filmowy w Cannes
  - 22 maja–15 czerwca – 34. Międzynarodowy Festiwal Filmowy w Seattle
  - 29–31 maja – I Festiwal Muzyki Filmowej w Krakowie
  - 30 maja-5 czerwca – 48. Krakowski Festiwal Filmowy
- czerwiec
  - 1 czerwca – 17. rozdanie nagród MTV Movie Awards
  - 14–22 czerwca – 11. Międzynarodowy Festiwal Filmowy w Szanghaju
  - 17–21 czerwca – 27. Festiwal Debiutów Filmowych „Młodzi i Film” w Koszalinie
  - 18–29 czerwca – 62. Międzynarodowy Festiwal Filmowy w Edynburgu
- lipiec
  - 2 lipca–17 września – IV Festiwal Filmowy „Kino Niezależne Filmowa Góra”
  - 7–13 lipca – 4. Festiwal Artystów Filmu i Telewizji w Janowie Lubelskim
  - 17–20 lipca – 10. Jurajskie Lato Filmowe w Złotym Potoku
  - 17–26 lipca – 8. Międzynarodowy Festiwal Filmowy „Era Nowe Horyzonty” we Wrocławiu
  - 20 lipca-31 sierpnia – 4. Międzynarodowy Festiwal Kina Autorskiego Quest Europe w Zielonej Górze
- sierpień
  - 1–10 sierpnia – 35. Ińskie Lato Filmowe
  - 2–9 sierpnia – 2. Festiwal Filmu i Sztuki Dwa Brzegi w Janowcu i Kazimierzu Dolnym
  - 6–16 sierpnia – 61. Międzynarodowy Festiwal Filmowy w Locarno
  - 16 sierpnia – rozdanie norweskich nagród filmowych Amanda 2008
  - 18–23 sierpnia – 5. OFF/ON Warszawa – Europejski Tydzień Filmowy
  - 21–23 sierpnia – 4. Festiwal Filmów Niezależnych „Bartoszki Film Festival” w Tarnobrzegu
  - 21 sierpnia–1 września – 32. Światowy Festiwal Filmowy w Montrealu
  - 27 sierpnia-6 września – 65. Międzynarodowy Festiwal Filmowy w Wenecji
- wrzesień
  - 4–13 września – 33. Międzynarodowy Festiwal Filmowy w Toronto
  - 15–20 września – 33. Festiwal Polskich Filmów Fabularnych w Gdyni
  - 18–27 września – 56. Międzynarodowy Festiwal Filmowy w San Sebastián
  - 23–30 września – 6. Międzynarodowy Festiwal Filmowy w Bangkoku
- październik
  - 1–12 listopada – 16. Raindance Film Festival
  - 15–30 listopada – 52. Festiwal Filmowy w Londynie
  - 18–26 listopada – 21. Międzynarodowy Festiwal Filmowy w Tokio
- listopad
  - 8–23 listopada – 20. Festiwal Filmu Polskiego w Ameryce
  - 18–28 listopada – 32. Międzynarodowy Festiwal Filmowy w Kairze
  - 21–30 listopada – 4. Festiwal Filmy Świata Ale Kino!
  - 26–30 listopada – 12. Międzynarodowy Festiwal Filmowy „Off Cinema” w Poznaniu
  - 29 listopada-6 grudnia, Łódź – XVI Międzynarodowy Festiwal Sztuki Autorów Zdjęć Filmowych Plus Camerimage 2008
    - Złota Żaba: Anthony Dod Mantle za zdjęcia do filmu Slumdog. Milioner z ulicy
    - Srebrna Żaba: César Charlone za zdjęcia do filmu Miasto ślepców (Blindness)
    - Brązowa Żaba: Rainer Klausmann za zdjęcia do filmu Der Baader Meinhof Komplex
- grudzień
  - 4–14 grudnia – 23. Międzynarodowy Festiwal Filmowy w Mar del Plata
  - 5–14 grudnia – 10. Międzynarodowy Festiwal Filmowy w Dżakarcie
  - 6 grudnia – 21. ceremonia wręczenia Europejskich Nagród Filmowych 2008
  - 9 grudnia – przyznanie nagrody im. Zbyszka Cybulskiego za rok 2008
  - 11 grudnia – ogłoszenie nominacji do Złotych Globów za rok 2008
  - 14 grudnia – 13. ceremonia rozdania nagród Satelitów

## Zmarli
| - 1 stycznia – Rasool Ahadi, irański operator - 1 stycznia – Eduard Bogdanić, bośniacki operator - 1 stycznia – Peter Caffrey, irlandzki aktor - 1 stycznia – Irena Górska-Damięcka, polska aktorka - 2 stycznia – Wally High, kanadyjski aktor - 2 stycznia – George MacDonald Fraser, brytyjski scenarzysta - 2 stycznia – Brice Mack, amerykański animator i reżyser - 2 stycznia – Günter Schubert, niemiecki aktor - 3 stycznia – Natasha Collins, brytyjska aktorka - 3 stycznia – Aleksandr Abdułow, rosyjski aktor - 3 stycznia – Qun Wang, chiński aktor - 4 stycznia – Stig Claesson, szwedzki scenarzysta - 4 stycznia – Marianne Kiefer, niemiecka aktorka - 4 stycznia – M.C. King, singapurski aktor - 4 stycznia – Herbert B. Swope Jr., amerykański reżyser - 5 stycznia – Edward Kłosiński, polski operator filmowy - 5 stycznia – Galliano Pahor, chorwacki aktor - 6 stycznia – Körmendi János, węgierski aktor - 6 stycznia – Danuta Mancewicz, polska aktorka - 7 stycznia – Sobhan, indyjski reżyser - 7 stycznia – Piotr Włodarski, polski reżyser - 8 stycznia – Jadwiga Żukowska, polska reżyserka - 9 stycznia – Johnny Grant, amerykański aktor - 9 stycznia – Joseph Shaw, brytyjski aktor - 10 stycznia – Pandiyan, indyjski aktor - 10 stycznia – Maila Nurmi, fińska aktorka - 11 stycznia – César Bertrand, argentyński aktor - 11 stycznia – Murray Cohl, kanadyjski producent - 12 stycznia – Alexandre de Paris, francuski charakteryzator - 13 stycznia – Sergej Larin, litewski aktor - 14 stycznia – Justyna Kreczmarowa, polska aktorka - 15 stycznia – Brad Renfro, amerykański aktor - 15 stycznia – Adele Longmire, amerykańska aktorka - 16 stycznia – Elżbieta Góralczyk, polska aktorka - 17 stycznia – Carlos, francuski aktor - 17 stycznia – Julian Jabczyński, polski aktor - 17 stycznia – George Keymas, amerykański aktor - 17 stycznia – Allan Melvin, amerykański aktor - 17 stycznia – Julio Núñez, hiszpański aktor - 17 stycznia – Jinzō Toriumi, japoński scenarzysta - 18 stycznia – Lois Nettleton, amerykańska aktorka - 18 stycznia – Ugo Pirro, włoski scenarzysta - 19 stycznia – Suzanne Pleshette, amerykańska aktorka - 20 stycznia – Urs Hefti, szwajcarski aktor - 20 stycznia – Kevin Stoney, brytyjski aktor - 21 stycznia – Russell Lloyd, brytyjski montażysta - 21 stycznia – Jirí Sequens, czeski reżyser i scenarzysta - 21 stycznia – Luiz Carlos Tourinho, brazylijski aktor - 22 stycznia – Heath Ledger, australijski aktor - 22 stycznia – Milenko Zablaćanski, jugosłowiański aktor - 23 stycznia – Ognjenka Milicevic, jugosłowiańska reżyserka - 23 stycznia – Jaume Sorribas, hiszpański aktor - 25 stycznia – Louisa Horton, amerykańska aktorka - 26 stycznia – Igor Dmitriyev, rosyjski aktor - 28 stycznia – Ante Dulcic, chorwacki aktor - 28 stycznia – Józef Polok, polski aktor - 29 stycznia – Gopi, indyjski aktor - 29 stycznia – Christopher Allport, amerykański aktor - 29 stycznia – Philippe Khorsand, francuski aktor - 30 stycznia – Selmeczi Roland, węgierski aktor - 30 stycznia – Czesław Świrta, polski operator filmowy - 31 stycznia – Veronika Bayer, niemiecka aktorka - 31 stycznia – Robert Guy Barrows, amerykański scenarzysta - 1 lutego – Shell Kepler, amerykańska aktorka - 2 lutego – Barry Morse, brytyjski aktor - 5 lutego – Katarzyna Maciejko-Kowalczyk, polska montażystka - 5 lutego – Hubert Drapella, polski reżyser - 7 lutego – Sławomir Kulpowicz, polski kompozytor - 8 lutego – Eva Dahlbeck, szwedzka aktorka - 9 lutego – Robert DoQui, amerykański aktor - 10 lutego – Kirk Browning, amerykański reżyser - 10 lutego – Steve Gerber, amerykański scenarzysta - 10 lutego – Ron Leavitt, amerykański scenarzysta - 10 lutego – Roy Scheider, amerykański aktor - 11 lutego – Emilio Carballido, meksykański scenarzysta - 11 lutego – Colette Maire, francuska aktorka - 12 lutego – Vernon Chapman, kanadyjski aktor - 12 lutego – David Groh, amerykański aktor - 13 lutego – Kon Ichikawa, japoński reżyser - 13 lutego – Rajendra Nath, indyjski aktor - 13 lutego – Zizi Mustafa, egipska aktorka - 14 lutego – Perry Lopez, amerykański aktor - 17 lutego – Jacek Stachlewski, polski operator filmowy - 18 lutego – Alain Robbe-Grillet, francuski scenarzysta - 19 lutego – Lydia Shum, chińska aktorka - 19 lutego – David Watkin, brytyjski operator filmowy - 20 lutego – Osvaldo Civirani, włoski reżyser i operator filmowy - 21 lutego – Ana González, chilijska aktorka - 22 lutego – Rubens de Falco, brazylijski aktor - 22 lutego – Dennis Letts, amerykański aktor - 22 lutego – Oswaldo Louzada, brazylijski aktor - 22 lutego – Joanna Wizmur, polska aktorka i reżyser dubbingowy - 24 lutego – Alan Dargin, australijki aktor - 24 lutego – Günther Rücker, niemiecki scenarzysta - 26 lutego – Barbara Więckowska, polska aktorka - 28 lutego – John Bliss, amerykański aktor - 29 lutego – Sergio Corrieri, kubański aktor - 1 marca – Cuquita Carballo, kubańska aktorka - 1 marca – Mary Pirie, kanadyjska aktorka - 1 marca – Karol Anbild, polski kompozytor - 2 marca – Sofiko Chiaureli, gruzińska aktorka - 3 marca – Taichirô Hirokawa, japoński aktor - 4 marca – Robert Bruning, australijski aktor i producent - 4 marca – Enrico Job, włoski scenograf i kostiumolog - 4 marca – Elena Nathanail, grecka aktorka - 4 marca – Leonard Rosenman, amerykański kompozytor - 4 marca – Hilda Van Roose, belgijska aktorka - 4 marca – Semka Sokolović-Bertok, chorwacka aktorka - 5 marca – Stanisław Gliński, polski montażysta - 6 marca – Gustaw Holoubek, polski aktor - 6 marca – Malvin Wald, amerykański scenarzysta - 7 marca – Nedim Otyam, turecki kompozytor - 10 marca – Radovan Lukavský, czeski aktor - 10 marca – Kenan Pars, turecki aktor - 12 marca – Erwin Geschonneck, niemiecki aktor - 12 marca – Jerzy Racina, polski aktor - 13 marca – Grzegorz Łozowski, polski kierownik produkcji - 13 marca – Andrzej Kruczyński, polski aktor - 15 marca – Fabian Kiebicz, polski aktor - 18 marca – Anthony Minghella, brytyjski reżyser - 19 marca – Arthur C. Clarke, brytyjski scenarzysta - 19 marca – Paul Scofield, brytyjski aktor - 20 marca – Brian Wilde, brytyjski aktor - 20 marca – Sobhan Babu, indyjski aktor - 24 marca – Rafael Azcona, hiszpański scenarzysta - 24 marca – Dick Sollenberger, amerykański aktor - 24 marca – Richard Widmark, amerykański aktor - 25 marca – Art Aragon, amerykański aktor - 25 marca – Tony Church, brytyjski aktor - 25 marca – Abby Mann, amerykański scenarzysta - 27 marca – Ronnie Letham, brytyjski aktor - 27 marca – Hans Christian Ægidius, duński aktor i reżyser - 28 marca – Mary Morter, brytyjska aktorka - 31 marca – Jules Dassin, amerykański reżyser i scenarzysta - 31 marca – Irek Gutowski, polski operator - 1 kwietnia – Mosko Alkalai, izraelski aktor - 1 kwietnia – Sabin Balasa, rumuński reżyser - 2 kwietnia – Guy McElwaine, amerykański producent - 2 kwietnia – Mona Seilitz, szwedzka aktorka - 5 kwietnia – Charlton Heston, amerykański aktor - 5 kwietnia – Aleksander Rządkowski, polski aktor - 8 kwietnia – Stanley Kamel, amerykański aktor - 10 kwietnia – Shomu Mukherjee, indyjski reżyser - 11 kwietnia – Willoughby Goddard, brytyjski aktor - 12 kwietnia – Dieter Eppler, niemiecki aktor - 13 kwietnia – Jerzy Krasowski, polski aktor - 14 kwietnia – Ollie Johnston, amerykański animator - 15 kwietnia – Hazel Court, brytyjska aktorka - 15 kwietnia – Benoît Lamy, belgijski reżyser - 16 kwietnia – Conchita Bardem, hiszpańska aktorka - 16 kwietnia – Dalton Sandifer, amerykański scenarzysta - 18 kwietnia – Kay Linaker, amerykańska aktorka - 18 kwietnia – Joy Page, amerykańska aktorka - 18 kwietnia – Jarkko Rantanen, fiński aktor - 19 kwietnia – Lawrence Hertzog, amerykański producent - 19 kwietnia – Lou Salvador Jr., amerykański aktor - 20 kwietnia – Farid Chopel, francuski aktor - 21 kwietnia – Carmem Silva, brazylijska aktorka - 21 kwietnia – Gustl Weishappel, austriacki aktor - 22 kwietnia – Władimir Fierapontow, radziecki aktor - 23 kwietnia – Jean-Daniel Cadinot, francuski reżyser i scenarzysta - 24 kwietnia – Tristram Cary, brytyjski kompozytor - 24 kwietnia – Kenneth Keith Kallenbach, amerykański aktor - 24 kwietnia – Fedor Skubonja, jugosłowiański reżyser - 26 kwietnia – Henry Brant, kanadyjski kompozytor - 28 kwietnia – Jack Hanrahan, amerykański scenarzysta - 29 kwietnia – Julie Ege, norweska aktorka | - 1 maja – Bernard Archard, brytyjski aktor - 1 maja – Elaine Dundy, amerykańska aktorka - 1 maja – Wojciech Dzieduszycki, polski aktor - 1 maja – Jim Hager, amerykański aktor - 2 maja – Alexander May, niemiecki aktor - 2 maja – Beverlee McKinsey, amerykańska aktorka - 3 maja – Tadeusz Paul, polski scenograf - 4 maja – Lucien Jeunesse, francuski aktor i operator - 4 maja – Fred Haines, amerykański scenarzysta i reżyser - 4 maja – Andrzej Terej, polski producent filmowy - 10 maja – Jessica Jacobs, australijska aktorka - 12 maja – Claudio Undari, włoski aktor - 13 maja – John Phillip Law, amerykański aktor - 13 maja – Colea Răutu, rumuński aktor - 15 maja – Alexander Courage, amerykański kompozytor - 15 maja – Luisa della Noce, włoska aktorka - 15 maja – Youssef Idilbi, holenderski aktor - 16 maja – Sandy Howard, amerykańska reżyser - 16 maja – Andrzej Warchał, polski scenarzysta i reżyser - 18 maja – Irma Córdoba, argentyńska aktorka - 18 maja – Joseph Pevney, amerykański reżyser - 18 maja – Lawrence Roman, amerykański scenarzysta - 18 maja – Kazimierz Janus, polski aktor - 19 maja – Vijay Tendulkar, indyjski scenarzysta - 21 maja – Marceli Matraszek, polski reżyser - 24 maja – Tano Cimarosa, włoski aktor i reżyser - 24 maja – Robert Knox, brytyjski aktor - 24 maja – Dick Martin, amerykański aktor i reżyser - 26 maja – Earle Hagen, amerykański kompozytor - 26 maja – Sydney Pollack, amerykański reżyser - 28 maja – Robert Justman, amerykański producent - 28 maja – David Mitton, brytyjski reżyser - 29 maja – Harvey Korman, amerykański aktor - 30 maja – Gert Haucke, niemiecki aktor - 2 czerwca – Mel Ferrer, amerykański aktor i reżyser - 6 czerwca – Robert J. Anderson, amerykański aktor - 7 czerwca – Rudy Fernandez, filipiński aktor - 7 czerwca – Dino Risi, włoski reżyser i scenarzysta - 11 czerwca – Jean Desailly, francuski aktor - 15 czerwca – Ole-Jørgen Nilsen, norweski aktor - 15 czerwca – Stan Winston, amerykański twórca efektów specjalnych - 16 czerwca – Wera Frydtberg, niemiecka aktorka - 17 czerwca – Cyd Charisse, amerykańska aktorka - 18 czerwca – Jean Delannoy, francuski reżyser - 19 czerwca – Joanna Ładyńska, polska aktorka - 20 czerwca – Piotr Łazarkiewicz, polski reżyser - 21 czerwca – William Vince, kanadyjski producent - 22 czerwca – George Carlin, amerykański aktor - 22 czerwca – Dody Goodman, amerykańska aktorka - 23 czerwca – Marian Glinka, polski aktor - 23 czerwca – Judith Holzmeister, austriacka aktorka - 24 czerwca – Józef Szajna, polski reżyser - 24 czerwca – Pinkas Braun, szwajcarski aktor - 27 czerwca – Raymond Lefèvre, francuski kompozytor - 29 czerwca – Hans Caninenberg, niemiecki aktor - 29 czerwca – Don S. Davis, amerykański aktor - 2 lipca – Elizabeth Spriggs, brytyjska aktorka - 3 lipca – Harald Heide-Steen jr., norweski aktor - 4 lipca – Evelyn Keyes, amerykańska aktorka - 6 lipca – Romuald Kropat, polski operat filmowy - 6 lipca – Nonna Mordiukowa, rosyjska aktorka - 8 lipca – Wieńczysław Gliński, polski aktor - 9 lipca – Tomasz Lengren, polski aktor - 9 lipca – Charles H. Joffe, amerykański producent - 12 lipca – Jerzy Balbuza, polski aktor - 18 lipca – Khosrow Shakibai, indyjski aktor - 21 lipca – Jan Banucha, polski scenograf - 22 lipca – Estelle Getty, amerykańska aktorka - 24 lipca – Norman Dello Joio, amerykański kompozytor - 25 lipca – Michaił Pugowkin, rosyjski aktor - 27 lipca – Marisa Merlini, włoska aktorka - 27 lipca – Youssef Chahine, egipski reżyser - 2 sierpnia – Kazimierz Strzemecki, polski operator filmowy - 3 sierpnia – Lissi Alandh, szwedzka aktorka - 5 sierpnia – Grzegorz Cichomski, polski kierownik produkcji - 5 sierpnia – Eva Pflug, niemiecka aktorka - 7 sierpnia – Bernie Brillstein, amerykański producent - 9 sierpnia – Bernie Mac, amerykański aktor - 10 sierpnia – Isaac Hayes, amerykański aktor i kompozytor - 11 sierpnia – George Furth, amerykański aktor - 11 sierpnia – Terence Rigby, brytyjski aktor - 12 sierpnia – Halina Wyrodek, polska aktorka - 13 sierpnia – Henryk Kucharski, polski operator - 16 sierpnia – Wojciech Harasiewicz, polski dźwiękowiec - 21 sierpnia – Fred Crane, amerykański aktor - 31 sierpnia – Jerry Reed, amerykański aktor - 1 września – Don LaFontaine, amerykański aktor głosowy - 2 września – Bill Meléndez, meksykański reżyser i animator - 6 września – Anita Page, amerykańska aktorka - 7 września – Dino Dvornik, chorwacki aktor - 12 września – Janusz Hajdun, polski kompozytor - 17 września – Humberto Solás, kubański reżyser - 18 września – Florestano Vancini, włoski reżyser - 19 września – Jun Ichikawa, japoński reżyser - 19 września – David Jones, brytyjski reżyser - 21 września – Zofia Szancerowa, polska aktorka - 23 września – Sonja Savić, serbska aktorka - 25 września – Marek Pałucki, polski aktor - 26 września – Paul Newman, amerykański aktor - 29 września – Anna Iwaszkiewicz, polska producent - 1 października – House Peters Jr., amerykański aktor - 2 października – Choi Jin-sil, koreańska aktorka - 5 października – Kim Chan, amerykański aktor - 5 października – Ken Ogata, japoński aktor - 5 października – Hans Richter, niemiecki aktor - 8 października – Herbert Bötticher, niemiecki aktor - 8 października – Eileen Herlie, brytyjska aktorka - 8 października – Jan Różewicz, polski scenarzysta - 10 października – Kurt Weinzierl, austriacki aktor - 11 października – Badar Munir, pakistański aktor - 13 października – Guillaume Depardieu, francuski aktor - 13 października – Françoise Seigner, francuska aktorka - 13 października – Dariusz Siatkowski, polski aktor - 15 października – Edie Adams, amerykańska aktorka - 18 października – Xie Jin, chiński reżyser - 20 października – C. V. Sridhar, indyjski reżyser - 20 października – Krzysztof Zaleski, polski aktor - 21 października – Wiesława Otocka, polska montażystka - 25 października – Gerard Damiano, amerykański reżyser - 28 października – Edd Stavjanik, austriacki aktor - 31 października – John Daly, brytyjski producent - 4 listopada – Michael Crichton, amerykański reżyser - 5 listopada – Baldev Raj Chopra, indyjski reżyser i producent - 6 listopada – Michael Hinz, niemiecki aktor - 7 listopada – Wik Jongsma, holenderski aktor - 9 listopada – Stanisław Różewicz, polski reżyser i scenarzysta - 10 listopada – Horst Jüssen, niemiecki aktor - 12 listopada – Maria Kossakowska-Galewicz, polska scenarzystka - 13 listopada – Marcello Fondato, włoski reżyser i scenarzysta - 16 listopada – Reg Varney, brytyjski aktor - 17 listopada – Irving Brecher, amerykański scenarzysta - 17 listopada – Ennio De Concini, włoski reżyser i scenarzysta - 19 listopada – John Michael Hayes, amerykański scenarzysta - 20 listopada – Jan Machulski, polski aktor i reżyser - 21 listopada – Tomasz Wert, polski operator filmowy - 24 listopada – Jerzy Goliński, polski aktor - 25 listopada – William Gibson, amerykański scenarzysta - 27 listopada – Patricia Marand, amerykańska aktorka - 28 listopada – William Finnegan, amerykański producent filmowy - 1 grudnia – Paul Benedict, amerykański aktor - 2 grudnia – Konstantinos Papachronis, grecki aktor - 5 grudnia – Nina Foch, amerykańska aktorka i pedagog - 5 grudnia – Beverly Garland, amerykańska aktorka - 6 grudnia – Gérard Lauzier, francuski reżyser i scenarzyta - 7 grudnia – Marky Cielo, filipiński aktor - 8 grudnia – Robert Prosky, amerykański aktor - 9 grudnia – Władysław Ślesicki, polski reżyser filmowy - 10 grudnia – Georgia van der Rohe, niemiecka aktorka i reżyser - 12 grudnia – Van Johnson, amerykański aktor - 12 grudnia – Maciej Faflak, polski reżyser i scenarzysta - 13 grudnia – Horst Tappert, niemiecki aktor - 15 grudnia – Wanda Koczeska, polska aktorka - 16 grudnia – Sam Bottoms, amerykański aktor - 18 grudnia – Majel Barrett, amerykańska aktorka - 19 grudnia – Tana Schanzara, niemiecka aktorka - 20 grudnia – Robert Mulligan, amerykański reżyser - 21 grudnia – Dale Wasserman, amerykański scenarzysta - 22 grudnia – Peter Steiner, niemiecki aktor - 24 grudnia – Harold Pinter, brytyjski scenarzysta - 25 grudnia – Eartha Kitt, amerykańska aktorka - 25 grudnia – Ann Savage, amerykańska aktorka - 26 grudnia – Dale Wasserman, amerykański scenarzysta - 30 grudnia – Bernie Hamilton, amerykański aktor - 31 grudnia – Fábio Sabag, brazylijski aktor i reżyser - 31 grudnia – Donald E. Westlake – amerykański scenarzysta |

## Premiery

### filmy polskie

#### styczeń-czerwiec
| Data        | Tytuł filmu                   | Kraj   | Reżyseria            | Obsada                                                                                                |
| ----------- | ----------------------------- | ------ | -------------------- | --- |
| 4 stycznia  | Jeszcze raz                   | Polska | Mariusz Malec        | Danuta Stenka, Jan Frycz, Anna Antonowicz, Przemysław Cypryański                                      |
| 11 stycznia | Rezerwat                      | Polska | Łukasz Palkowski     | Marcin Kwaśny, Sonia Bohosiewicz, Tomasz Karolak                                                      |
| 16 stycznia | Latawce                       | Polska | Beata Dzianowicz     | ---                                                                                                   |
| 18 stycznia | Halo! Czemu milczysz?         | Polska | Zuzanna M. Zawadzka  | Zuzanna M. Zawadzka, Tomasz M. Łużyński, Paweł Borkowski                                              |
| 1 lutego    | Lejdis                        | Polska | Tomasz Konecki       | Edyta Olszówka, Anna Dereszowska, Magdalena Różczka, Izabela Kuna, Robert Więckiewicz, Tomasz Karolak |
| 8 lutego    | Środa, czwartek rano          | Polska | Grzegorz Pacek       | Paweł Tomaszewski, Joanna Kulig, Piotr Ligienza, Jadwiga Jankowska-Cieślak                            |
| 14 lutego   | Rozmowy nocą                  | Polska | Maciej Żak           | Magdalena Różczka, Marcin Dorociński, Weronika Książkiewicz                                           |
| 29 lutego   | Mała wielka miłość            | Polska | Łukasz Karwowski     | Agnieszka Grochowska, Joshua Leonard, Marcin Bosak                                                    |
| 7 marca     | Polak potrzebny od zaraz      | /      | Ken Loach            | Kierston Wareing, Lesław Żurek, Juliet Ellis, Joe Siffleet                                            |
| 14 marca    | Teah                          | /      | Hanna Slak           | Pina Bitenc, Nikolaj Burger, Marko Mandič, Manca Dorrer                                               |
| 28 marca    | Nadzieja                      | /      | Stanisław Mucha      | Rafał Fudalej, Kamilla Baar, Wojciech Pszoniak, Jan Frycz                                             |
| 28 marca    | Nie kłam, kochanie            | Polska | Piotr Wereśniak      | Piotr Adamczyk, Marta Żmuda Trzebiatowska, Tomasz Karolak                                             |
| 4 kwietnia  | Przebacz                      | Polska | Marek Stacharski     | Bartosz Turzyński, Aleksandra Nieśpielak, Marcin Kwaśny                                               |
| 11 kwietnia | Ogród Luizy                   | Polska | Maciej Wojtyszko     | Patrycja Soliman, Marcin Dorociński, Kinga Preis                                                      |
| 18 kwietnia | Pora mroku                    | Polska | Grzegorz Kuczeriszka | Natalia Rybicka, Jakub Wesołowski, Jan Wieczorkowski                                                  |
| 18 kwietnia | Skorumpowani                  | Polska | Jarosław Żamojda     | Olga Bołądź, Max Ryan, Olivier Gruner, Jan Englert                                                    |
| 25 kwietnia | Futro                         | /      | Tomasz Drozdowicz    | Agnieszka Wosińska, Dorota Segda, Karolina Gruszka                                                    |
| 25 kwietnia | Sztuka masażu                 | Polska | Mariusz Gawryś       | Agnieszka Dygant, Mirosław Rygielski, Karina Cupok, Wojciech Mecwaldowski, Beata Kozikowska           |
| 16 maja     | Niezawodny system             | Polska | Izabela Szylko       | Alina Janowska, Szymon Bobrowski, Wojciech Siemion                                                    |
| 6 czerwca   | Chłopiec na galopującym koniu | Polska | Adam Guziński        | Piotr Bajor, Aleksandra Justa, Krzysztof Lis, Anna Seniuk                                             |

#### lipiec-grudzień
| Data            | Tytuł filmu                    | Kraj   | Reżyseria                   | Obsada                                                                 |
| --------------- | ------------------------------ | ------ | --------------------------- | ---------------------------------------------------------------------- |
| 18 lipca        | Jak żyć?                       | Polska | Szymon Jakubowski           | Krzysztof Ogłoza, Anna Cieślak, Krzysztof Globisz                      |
| 18 lipca        | My Cichociemni. Głosy żyjących | Polska | Paweł Kędzierski            | Grażyna Kopeć, Dariusz Wnuk, Mateusz Ławrynowicz                       |
| 10 września     | Cztery noce z Anną             | /      | Jerzy Skolimowski           | Kinga Preis, Artur Steranko, Jerzy Fedorowicz                          |
| 19 września     | Rysa                           | Polska | Michał Rosa                 | Jadwiga Jankowska-Cieślak, Krzysztof Stroiński                         |
| 26 września     | Emilka płacze                  | Polska | Rafał Kapeliński            | Marta Chodorowska, Andrzej Szewczak                                    |
| 26 września     | Kilka prostych słów            | Polska | Anna Kazejak-Dawid          | Agata Kulesza, Tomasz Karolak, Marlena Kaźmierczak                     |
| 26 września     | Serce na dłoni                 | /      | Krzysztof Zanussi           | Bohdan Stupka, Szymon Bobrowski, Krzysztof Kowalewski                  |
| 3 października  | Król Maciuś I                  | /      | Sandor Jesse, Lutz Stützner | Elżbieta Kopocińska, Grzegorz Wons, Tomasz Bednarek                    |
| 10 października | Boisko bezdomnych              | Polska | Kasia Adamik                | Marcin Dorociński, Jacek Poniedziałek, Eryk Lubos                      |
| 10 października | Fundacja                       | Polska | Filip Bajon                 | Jan Nowicki, Maciej Stuhr, Agata Kulesza, Kinga Preis                  |
| 17 października | Carmo                          | /      | Murilo Pasta                | Fele Martínez, Mariana Loureiro, Seu Jorge                             |
| 17 października | Senność                        | Polska | Magdalena Piekorz           | Małgorzata Kożuchowska, Michał Żebrowski                               |
| 17 października | Świadectwo                     | /      | Paweł Pitera                | Narrator: Michael York                                                 |
| 7 listopada     | 33 sceny z życia               | /      | Małgorzata Szumowska        | Julia Jentsch, Peter Gantzler, Maciej Stuhr                            |
| 7 listopada     | Po-lin. Okruchy pamięci        | Polska | Jolanta Dylewska            | Narrator: Piotr Fronczewski                                            |
| 9 listopada     | 11 listopada                   | Polska | Kamil Kulczycki             | Maciej Skowronek, Artur Jarząbek, Mariusz Domagała, Bartosz Kulikowski |
| 14 listopada    | 0 1 0                          | Polska | Piotr Łazarkiewicz          | Wojciech Brzeziński, Anna Maria Buczek, Maria Peszek                   |
| 14 listopada    | Graficiarze                    | /      | Florian Gaag                | Mike Adler, Florian Renner, Elyas M’Barek, Naomi Knopf                 |
| 14 listopada    | Nieruchomy poruszyciel         | Polska | Łukasz Barczyk              | Jan Frycz, Marieta Żukowska, Andrzej Chyra                             |
| 14 listopada    | To nie tak jak myślisz, kotku  | Polska | Sławomir Kryński            | Jan Frycz, Katarzyna Figura, Tomasz Kot                                |
| 21 listopada    | Lekcje pana Kuki               | /      | Dariusz Gajewski            | Łukasz Garlicki, Andrzej Grabowski, Anna Przybylska                    |
| 28 listopada    | Mała Moskwa                    | /      | Waldemar Krzystek           | Swietłana Chodczenkowa, Lesław Żurek, Aleksiej Gorbunow                |
| 26 grudnia      | Ile waży koń trojański?        | Polska | Juliusz Machulski           | Ilona Ostrowska, Robert Więckiewicz, Maciej Marczewski                 |

### filmy zagraniczne

#### styczeń
| Data        | Tytuł filmu                       | Kraj              | Reżyseria                           | Obsada                                                          |
| ----------- | --------------------------------- | ----------------- | ----------------------------------- | --------------------------------------------------------------- |
| 4 stycznia  | Across the Universe               | Stany Zjednoczone | Julie Taymor                        | Jim Sturgess, Evan Rachel Wood, Joe Anderson, Salma Hayek       |
| 4 stycznia  | Don Chichot                       | /                 | Jose Pozo                           | Dubbing: Borys Szyc, Tomasz Kot, Krzysztof Globisz              |
| 4 stycznia  | Karmel                            | /                 | Nadine Labaki                       | Nadine Labaki, Yasmine Elmasri, Joanna Moukarzel                |
| 4 stycznia  | Reprise. Od początku, raz jeszcze | Norwegia          | Joachim Trier                       | Anders Danielsen Lie, Espen Klouman-Høiner, Viktoria Winge      |
| 4 stycznia  | Skarb narodów: Księga tajemnic    | Stany Zjednoczone | Jon Turteltaub                      | Nicolas Cage, Diane Kruger, Ed Harris, Helen Mirren             |
| 11 stycznia | Alvin i wiewiórki                 | Stany Zjednoczone | Tim Hill                            | Dubbing: Grzegorz Drojewski, Wojciech Paszkowski                |
| 11 stycznia | Elizabeth: Złoty wiek             | /                 | Shekhar Kapur                       | Cate Blanchett, Clive Owen, Geoffrey Rush, Samantha Morton      |
| 11 stycznia | Rozmowa z gwiazdą                 | Stany Zjednoczone | Steve Buscemi                       | Steve Buscemi, Sienna Miller, Tara Elders                       |
| 11 stycznia | Jestem legendą                    | Stany Zjednoczone | Francis Lawrence                    | Will Smith, Salli Richardson, Alice Braga, Charlie Tahan        |
| 11 stycznia | XXY                               | Argentyna         | Lucía Puenzo                        | Ricardo Darín, Valeria Bertuccelli, Germán Palacios, Inés Efron |
| 18 stycznia | Butelki zwrotne                   | Czechy            | Jan Svěrák                          | Zdeněk Svěrák, Daniela Kolářová, Jan Budař                      |
| 18 stycznia | Ciemność rusza do boju            | Stany Zjednoczone | David L. Cunningham                 | Ian McShane, Christopher Eccleston, Jonathan Jackson            |
| 18 stycznia | Motyl i skafander                 | /                 | Julian Schnabel                     | Mathieu Amalric, Emmanuelle Seigner, Marie-Josée Croze          |
| 18 stycznia | Ostrożnie, pożądanie              | /                 | Ang Lee                             | Tony Leung Chiu Wai, Tang Wei, Joan Chen                        |
| 18 stycznia | Piła IV                           | Stany Zjednoczone | Darren Lynn Bousman                 | Tobin Bell, Costas Mandylor, Scott Patterson                    |
| 18 stycznia | Zaczarowana                       | Stany Zjednoczone | Kevin Lima                          | Amy Adams, James Marsden, Patrick Dempsey                       |
| 25 stycznia | Amerykański gangster              | Stany Zjednoczone | Ridley Scott                        | Denzel Washington, Russell Crowe, Cuba Gooding Jr.              |
| 25 stycznia | Asterix na olimpiadzie            | /                 | Frédéric Forestier, Thomas Langmann | Gérard Depardieu, Clovis Cornillac, Alain Delon                 |
| 25 stycznia | Metoda                            | /                 | Marcelo Piñeyro                     | Eduardo Noriega, Najwa Nimri, Eduard Fernández                  |
| 25 stycznia | Persepolis                        | /                 | Marjane Satrapi, Vincent Paronnaud  | Catherine Deneuve, Danielle Darrieux, Simon Abkarian            |

#### luty
| Data      | Tytuł filmu                                         | Kraj              | Reżyseria                    | Obsada                                                                 |
| --------- | --------------------------------------------------- | ----------------- | ---------------------------- | ---------------------------------------------------------------------- |
| 1 lutego  | Brzdąc                                              | Stany Zjednoczone | Charles Chaplin              | Charles Chaplin, Jackie Coogan, Edna Purviance                         |
| 1 lutego  | Madame Satã                                         | /                 | Karim Ainouz                 | Lázaro Ramos, Renata Sorrah, Emiliano Queiroz, Marcelia Cartaxo        |
| 1 lutego  | Pociąg do Darjeeling                                | Stany Zjednoczone | Wes Anderson                 | Owen Wilson, Adrien Brody, Jason Schwartzman, Anjelica Huston          |
| 1 lutego  | Projekt: Monster                                    | Stany Zjednoczone | Matt Reeves                  | Michael Stahl-David, Mike Vogel, Lizzy Caplan, Jessica Lucas           |
| 1 lutego  | Pupendo                                             | Czechy            | Jan Hřebejk                  | Nikola Pesková, Jaroslav Dusek, Bolek Polívka, Vilma Cibulková         |
| 8 lutego  | Królestwo                                           | /                 | Peter Berg                   | Jamie Foxx, Jennifer Garner, Jason Bateman, Chris Cooper               |
| 8 lutego  | Królowie nocy                                       | Stany Zjednoczone | James Gray                   | Joaquin Phoenix, Mark Wahlberg, Eva Mendes, Robert Duvall              |
| 8 lutego  | Podróż czerwonego balonika                          | Francja           | Hou Hsiao-Hsien              | Juliette Binoche, Hippolyte Girardot, Simon Iteanu                     |
| 8 lutego  | Pokuta                                              | /                 | Joe Wright                   | Keira Knightley, James McAvoy, Romola Garai, Saoirse Ronan             |
| 8 lutego  | Telenowela                                          | /                 | Pernille Fischer Christensen | David Dencik, Trine Dyrholm, Elsebeth Steentoft, Frank Thiel           |
| 8 lutego  | Wyspa dinozaura                                     | Niemcy            | Holger Tappe                 | Dubbing: Joanna Jabłczyńska, Edyta Herbuś, Justyna Bojczuk             |
| 9 lutego  | Wymarzony kawaler                                   | Stany Zjednoczone | Paul Fox                     | Dean Cain, Christina Cox, David Lewis                                  |
| 14 lutego | 27 sukienek                                         | Stany Zjednoczone | Anne Fletcher                | Katherine Heigl, Edward Burns, Malin Akerman, James Marsden            |
| 14 lutego | P.S. Kocham cię                                     | Stany Zjednoczone | R. LaGravenese               | Hilary Swank, Gerard Butler, Harry Connick Jr., Dean Winters           |
| 15 lutego | Dyktator                                            | Stany Zjednoczone | Charlie Chaplin              | Charlie Chaplin, Jack Oakie, Paulette Goddard                          |
| 15 lutego | Jumper                                              | Stany Zjednoczone | Doug Liman                   | Hayden Christensen, Samuel L. Jackson, Jamie Bell                      |
| 15 lutego | Morskie Stwory 3D: Prehistoryczna przygoda          | Stany Zjednoczone | Sean MacLeod Phillips        | Jerry Hoffman, Toni Dodd, Chris Glaze, Cheryl Hunter                   |
| 15 lutego | To nie jest kraj dla starych ludzi                  | Stany Zjednoczone | Joel Coen, Ethan Coen        | Josh Brolin, Tommy Lee Jones, Javier Bardem, Barry Corbin              |
| 22 lutego | Dwa światy                                          | Dania             | Niels Arden Oplev            | Rosalinde Mynster, Pilou Asbæk, Sarah Boberg, Thomas Knuth-Winterfeldt |
| 22 lutego | Gorączka złota                                      | Stany Zjednoczone | Charles Chaplin              | Charles Chaplin, Georgia Hale, Mack Swain, Tom Murray                  |
| 22 lutego | Import/Export                                       | Austria           | Ulrich Seidl                 | Ekateryna Rak, Paul Hofmann, Maria Hofstätter                          |
| 22 lutego | Koń wodny: Legenda głębin                           | /                 | Jay Russell                  | Alex Etel, Emily Watson, Geraldine Brophy, Ben Chaplin                 |
| 22 lutego | Martwa natura                                       | /                 | Jia Zhangke                  | Zhao Tao, Han Sanming, Wang Hongwei, Li Zhubin                         |
| 22 lutego | Operacja Świt                                       | Stany Zjednoczone | Werner Herzog                | Christian Bale, Steve Zahn, Evan Jones, Jeremy Davies                  |
| 22 lutego | Sweeney Todd: Demonicz- ny golibroda z Fleet Street | /                 | Tim Burton                   | Johnny Depp, Helena Bonham Carter, Alan Rickman, Timothy Spall         |
| 22 lutego | Wojna Charliego Wilsona                             | Stany Zjednoczone | Mike Nichols                 | Tom Hanks, Julia Roberts, Philip Seymour Hoffman, Emily Blunt          |
| 22 lutego | Zakładnik                                           | Azerbejdżan       | Eldar Kulijew                | Gyuliar Nabiyeva, Gurban Ismailov, Vidadi Aliyev                       |
| 22 lutego | Żołnierze mafii                                     | Francja           | Frédéric Schoendoerffer      | Philippe Caubère, Benoît Magimel, Béatrice Dalle, Olivier Marchal      |
| 29 lutego | Aż poleje się krew                                  | Stany Zjednoczone | Paul Thomas Anderson         | Daniel Day-Lewis, Paul Dano, Kevin J. O’Connor, Ciarán Hinds           |
| 29 lutego | Chłopiec z latawcem                                 | Stany Zjednoczone | Marc Forster                 | Zekeria Ebrahimi, Ahmad Khan Mahmidzada, Wali Razaqi                   |
| 29 lutego | Gdzie jesteś, Amando?                               | Stany Zjednoczone | Ben Affleck                  | Morgan Freeman, Casey Affleck, Ed Harris, Amy Ryan                     |
| 29 lutego | Najpierw strzelaj, potem zwiedzaj                   | /                 | Martin McDonagh              | Ralph Fiennes, Colin Farrell, Clémence Poésy, Brendan Gleeson          |
| 29 lutego | Step Up 2                                           | Stany Zjednoczone | Jon Chu                      | Channing Tatum, Cassie Ventura, Telisha Shaw, Briana Evigan            |
| 29 lutego | Zbrodnia ferpekcyjna                                | Hiszpania         | Álex de la Iglesia           | Guillermo Toledo, Kira Miró, Mónica Cervera, Luis Varela               |

#### marzec
| Data     | Tytuł filmu                       | Kraj              | Reżyseria                  | Obsada                                                            |
| -------- | --------------------------------- | ----------------- | -------------------------- | ----------------------------------------------------------------- |
| 7 marca  | Control                           | /                 | Anton Corbijn              | Sam Riley, Samantha Morton, Alexandra Maria Lara                  |
| 7 marca  | John Rambo                        | /                 | Sylvester Stallone         | Sylvester Stallone, Julie Benz, Matthew Marsden, Graham McTavish  |
| 7 marca  | Joshua                            | Stany Zjednoczone | George Ratliff             | Jacob Kogan, Sam Rockwell, Vera Farmiga, Celia Weston             |
| 7 marca  | Kroniki Spiderwick                | Stany Zjednoczone | Mark Waters                | Freddie Highmore, Sarah Bolger, Mary-Louise Parker, Nick Nolte    |
| 7 marca  | Magiczne oko                      | /                 | Kujtim Çashku              | Bujar Lako, Arta Dobroshi, Alban Ukaj, Timoleo Flloko             |
| 7 marca  | Mgła                              | Stany Zjednoczone | Frank Darabont             | Thomas Jane, Marcia Gay Harden, Laurie Holden, Toby Jones         |
| 7 marca  | Posterunek graniczny              | /                 | Rajko Grlić                | Sergej Trifunović, Verica Nedeska, Bogdan Diklić, Hrvoje Kečkeš   |
| 7 marca  | Świadek bez pamięci               | Stany Zjednoczone | Scott Frank                | Joseph Gordon-Levitt, Jeff Daniels, Matthew Goode, Carla Gugino   |
| 7 marca  | Ładunek 200                       | Rosja             | Aleksiej Bałabanow         | Agnija Kuzniecowa, Aleksiej Sieriebriakow, Leonid Gromow          |
| 14 marca | 10 000 BC: Prehistoryczna legenda | /                 | Roland Emmerich            | Steven Strait, Camilla Belle, Cliff Curtis, Joel Virgel, Mo Zinal |
| 14 marca | Droga do przebaczenia             | Stany Zjednoczone | Terry George               | Joaquin Phoenix, Jennifer Connelly, Mark Ruffalo, Mira Sorvino    |
| 14 marca | Skradzione oczy                   | /                 | Radosław Spasow            | Wesela Kazakowa, Waleri Jordanow, Nejat İşler, Itzhak Finzi       |
| 21 marca | Vexille                           | Japonia           | Fumihiko Sori              | Meisa Kuroki, Shosuke Tanihara, Yasuko Matsuyuki, Romi Pak        |
| 28 marca | Choć goni nas czas                | Stany Zjednoczone | Rob Reiner                 | Jack Nicholson, Morgan Freeman, Sean Hayes, Beverly Todd          |
| 28 marca | Drapieżnik                        | Stany Zjednoczone | Wai Keung Lau              | Richard Gere, Claire Danes, KaDee Strickland, Ray Wise            |
| 28 marca | Kochanek lady Chatterley          | /                 | Pascale Ferran             | Marina Hands, Hippolyte Girardot, Jean-Louis Coullo’ch            |
| 28 marca | Oko                               | /                 | Oxide Pang, Danny Pang     | Angelica Lee, Lawrence Chou, Candy Lo, Chutcha Rujinanon          |
| 28 marca | Oko                               | Stany Zjednoczone | David Moreau, Xavier Palud | Jessica Alba, Chloe Moretz, Rachel Ticotin, Parker Posey          |
| 28 marca | Once                              | Irlandia          | John Carney                | Glen Hansard, Markéta Irglová, Hugh Walsh, Mal Whyte              |
| 28 marca | Wygnanie                          | /                 | Andriej Zwiagincew         | Konstantin Ławronienko, Maria Bonnevie, Aleksandr Bałujew         |

#### kwiecień
| Data        | Tytuł filmu                      | Kraj              | Reżyseria                       | Obsada                                                          |
| ----------- | -------------------------------- | ----------------- | ------------------------------- | --------------------------------------------------------------- |
| 4 kwietnia  | 8 części prawdy                  | Stany Zjednoczone | Pete Travis                     | Dennis Quaid, Matthew Fox, Forest Whitaker, Sigourney Weaver    |
| 4 kwietnia  | Juno                             | /                 | Jason Reitman                   | Ellen Page, Michael Cera, Jennifer Garner, Jason Bateman        |
| 4 kwietnia  | Metropolis                       | Niemcy            | Fritz Lang                      | Alfred Abel, Gustav Fröhlich, Rudolf Klein-Rogge, Fritz Rasp    |
| 4 kwietnia  | U2 3D                            | Stany Zjednoczone | Catherine Owens Mark Pellington | Bono, Adam Clayton, Larry Mullen, The Edge                      |
| 4 kwietnia  | Wszystko za życie                | Stany Zjednoczone | Sean Penn                       | Emile Hirsch, Marcia Gay Harden, William Hurt, Hal Holbrook     |
| 11 kwietnia | Doomsday                         | Wielka Brytania   | Neil Marshall                   | Rhona Mitra, Bob Hoskins, Malcolm McDowell, Craig Conway        |
| 11 kwietnia | Horton słyszy Ktosia             | Stany Zjednoczone | Steve Martino, Jimmy Hayward    | Dubbing: Michał Żebrowski, Bartosz Opania, Rafał Bryndal        |
| 11 kwietnia | Na pewno, być może               | /                 | Adam Brooks                     | Ryan Reynolds, Isla Fisher, Abigail Breslin, Rachel Weisz       |
| 11 kwietnia | Nieodebrane połączenie           | /                 | Eric Valette                    | Shannyn Sossamon, Edward Burns, Ana Claudia Talancón            |
| 11 kwietnia | Nieuchwytny                      | Stany Zjednoczone | Gregory Hoblit                  | Diane Lane, Billy Burke, Colin Hanks, Joseph Cross, Peter Lewis |
| 18 kwietnia | Błękitny anioł                   | Niemcy            | Josef von Sternberg             | Marlene Dietrich, Emil Jannings, Rosa Valetti, Kurt Gerron      |
| 18 kwietnia | Nie wszystko złoto co się świeci | Stany Zjednoczone | Andy Tennant                    | Matthew McConaughey, Kate Hudson, Donald Sutherland             |
| 18 kwietnia | Wycieczkowicze                   | Czechy            | Jiří Vejdělek                   | Anna Polívková, Ondrej Koval, Jaromír Nosek, Adrian Jastraban   |
| 25 kwietnia | Bitwa o Irak                     | Wielka Brytania   | Nick Broomfield                 | Elliot Ruiz, Yasmine Hanani, Andrew McLaren, Matthew Knoll      |
| 25 kwietnia | Meduzy                           | /                 | Etgar Keret, Szira Gefen        | Cippor Aizen, Bruria Albek, Asi Dajan, Miri Fabian, Sara Adler  |
| 25 kwietnia | Sen Kasandry                     | /                 | Woody Allen                     | Ewan McGregor, Colin Farrell, Tom Wilkinson, Hayley Atwell      |
| 30 kwietnia | Iron Man                         | Stany Zjednoczone | Jon Favreau                     | Robert Downey Jr., Gwyneth Paltrow, Jeff Bridges, Hilary Swank  |

#### maj
| Data    | Tytuł filmu                                      | Kraj              | Reżyseria            | Obsada |
| ------- | ------------------------------------------------ | ----------------- | -------------------- | --- |
| 2 maja  | Alpha Dog                                        | Stany Zjednoczone | Nick Cassavetes      | Emile Hirsch, Justin Timberlake, Anton Yelchin, Sharon Stone, Ben Foster                                                                 |
| 2 maja  | Mnága – Happy End                                | Czechy            | Petr Zelenka         | Petr Fiala, Martin Knor, Karel Mikuš, Lukáš Filip, Petr Nekuza                                                                           |
| 2 maja  | Ropojady                                         | Czechosłowacja    | Jan Svěrák           | Lubomír Beneš, Ivo Kašpar, Emil Nedbal, Jiří Němec, Jan Rokyta                                                                           |
| 2 maja  | W skórze węża                                    | Francja           | Eric Barbier         | Yvan Attal, Clovis Cornillac, Pierre Richard, Olga Kurylenko, Simon Abkarian                                                             |
| 9 maja  | Co się zdarzyło w Las Vegas                      | Stany Zjednoczone | Tom Vaughan          | Cameron Diaz, Ashton Kutcher, Lake Bell, Queen Latifah, Rob Corddry                                                                      |
| 9 maja  | Potosi: czas podróży                             | /                 | Ron Havilio          | ---- |
| 9 maja  | Sierociniec                                      | /                 | Juan Antonio Bayona  | Belén Rueda, Fernando Cayo, Roger Príncep, Geraldine Chaplin                                                                             |
| 9 maja  | W dolinie Elah                                   | Stany Zjednoczone | Paul Haggis          | Tommy Lee Jones, Charlize Theron, Jason Patric, Susan Sarandon                                                                           |
| 16 maja | Mój przyjaciel lis                               | Francja           | Luc Jacquet          | Bertille Noël-Bruneau, Isabelle Carré, Thomas Laliberté                                                                                  |
| 16 maja | Nawiedzona narzeczona                            | Stany Zjednoczone | Jeff Lowell          | Eva Longoria, Paul Rudd, Lake Bell, Jason Biggs, Lindsay Sloane                                                                          |
| 16 maja | Rolling Stones w blasku świateł                  | /                 | Martin Scorsese      | Mick Jagger, Keith Richards, Charlie Watts, Ron Wood                                                                                     |
| 16 maja | Shutter – Widmo                                  | Stany Zjednoczone | Masayuki Ochiai      | Rachael Taylor, Joshua Jackson, Erica Leerhsen, Yoshiko Miyazaki                                                                         |
| 16 maja | Susza                                            | /                 | Mahamat-Saleh Haroun | Ali Barkai, Youssouf Djaoro, Hisseine Aziza, Djibril Ibrahim                                                                             |
| 16 maja | Sztuka płakania                                  | Dania             | Peter Schønau Fog    | Jannik Lorenzen, Jesper Asholt, Hanne Hedelund, Julie Kolbech                                                                            |
| 22 maja | Indiana Jones i Królestwo Kryształo- wej Czaszki | Stany Zjednoczone | Steven Spielberg     | Harrison Ford, Shia LaBeouf, Karen Allen, Cate Blanchett, John Hurt, Ray Winstone, Jim Broadbent, Igor Jijikine, Alan Dale, Joel Stoffer |
| 23 maja | Niedźwiadek                                      | Czechy            | Jan Hřebejk          | Nataša Burger, Zuzana Fialová, Anna Geislerová, Klára Issová                                                                             |
| 23 maja | Szczęście                                        | Korea Południowa  | Hur Jin-ho           | Hwang Jeong-min, Lim Su-jeong |
| 30 maja | Dwa dni w Paryżu                                 | /                 | Julie Delpy          | Julie Delpy, Adam Goldberg, Daniel Brühl, Marie Pillet, Albert Delpy                                                                     |
| 30 maja | Kierowca dla Wiery                               | /                 | Paweł Czuchraj       | Igor Petrenko, Jelena Babienko, Bohdan Stupka, Andriej Panin                                                                             |
| 30 maja | Om Shanti Om                                     | Indie             | Farah Khan           | Shah Rukh Khan, Arjun Rampal, Kiron Kher, Deepika Padukone, Bindu                                                                        |
| 30 maja | Opowieści z Narnii: Książę Kaspian               | /                 | Andrew Adamson       | Ben Barnes, Georgie Henley, Skandar Keynes, William Moseley                                                                              |

#### czerwiec
| Data       | Tytuł filmu                              | Kraj              | Reżyseria                       | Obsada                                                               |
| ---------- | ---------------------------------------- | ----------------- | ------------------------------- | -------------------------------------------------------------------- |
| 6 czerwca  | 21                                       | Stany Zjednoczone | Robert Luketic                  | Jim Sturgess, Kevin Spacey, Kate Bosworth, Laurence Fishburne        |
| 6 czerwca  | Jeszcze dalej niż Północ                 | Francja           | Dany Boon                       | Dany Boon, Kad Merad, Zoé Félix, Anne Marivin, Philippe Duquesne     |
| 6 czerwca  | Joe Strummer: Niepisana przyszłość       | /                 | Julien Temple                   | Joe Strummer, Bono, Johnny Depp, Jim Jarmusch, Anthony Kiedis        |
| 6 czerwca  | Kochanice króla                          | /                 | Justin Chadwick                 | Natalie Portman, Scarlett Johansson, Eric Bana, Eddie Redmayne       |
| 6 czerwca  | Kret                                     | Meksyk            | Alejandro Jodorowsky            | Alejandro Jodorowsky, Brontis Jodorowsky, José Legarreta             |
| 6 czerwca  | Martwa rzeka                             | Australia         | David Nerlich, Andrew Traucki   | Maeve Dermody, Diana Glenn, Ben Oxenbould, Fiona Press               |
| 6 czerwca  | Speed Racer                              | Stany Zjednoczone | Larry Wachowski, Andy Wachowski | Emile Hirsch, Christina Ricci, Matthew Fox, Susan Sarandon           |
| 6 czerwca  | Superhero                                | Stany Zjednoczone | Craig Mazin                     | Drake Bell, Sara Paxton, Leslie Nielsen, Christopher McDonald        |
| 13 czerwca | Delfiny i wieloryby 3D. Plemiona oceanów | /                 | Jean-Jacques Mantello           | Daryl Hannah, Dubbing: Wojciech Malajkat                             |
| 13 czerwca | Incredible Hulk                          | Stany Zjednoczone | Louis Leterrier                 | Edward Norton, Liv Tyler, Tim Roth, William Hurt, Robert Downey Jr.  |
| 13 czerwca | Paranoid Park                            | /                 | Gus Van Sant                    | Gabe Nevins, Daniel Liu, Taylor Momsen, Jake Miller, Grace Carter    |
| 13 czerwca | Ruiny                                    | /                 | Carter Smith                    | Jonathan Tucker, Jena Malone, Shawn Ashmore, Laura Ramsey            |
| 13 czerwca | Saturno contro. Pod dobrą gwiazdą        | Włochy            | Ferzan Özpetek                  | Stefano Accorsi, Margherita Buy, Pierfrancesco Favino, Luigi Diberti |
| 13 czerwca | Święta góra                              | /                 | Alejandro Jodorowsky            | Juan Ferrara, Lius Loveli, Richard Rutowski, Alejandro Jodorowsky    |
| 13 czerwca | Zdarzenie                                | /                 | M. Night Shyamalan              | Mark Wahlberg, Zooey Deschanel, John Leguizamo, Betty Buckley        |
| 20 czerwca | Kanibale                                 | /                 | Xavier Gens                     | Karina Testa, Aurélien Wiik, Patrick Ligardes, Maud Forget           |
| 20 czerwca | Hallam Foe                               | Wielka Brytania   | David Mackenzie                 | Jamie Bell, Sophia Myles, Ciarán Hinds, Jamie Sives, Claire Forlani  |
| 20 czerwca | Seks w wielkim mieście                   | Stany Zjednoczone | Michael Patrick King            | Sarah Jessica Parker, Kim Cattrall, Cynthia Nixon, Kristin Davis     |
| 27 czerwca | Orzeł kontra rekin                       | Nowa Zelandia     | Taika Cohen                     | Loren Horsley, Jemaine Clement, Joel Tobeck, Brian Sergent           |
| 27 czerwca | Wanted – Ścigani                         | Stany Zjednoczone | Timur Bekmambetow               | James McAvoy, Angelina Jolie, Morgan Freeman, Terence Stamp          |

#### lipiec
| Data     | Tytuł filmu                     | Kraj              | Reżyseria             | Obsada                                                                  |
| -------- | ------------------------------- | ----------------- | --------------------- | ----------------------------------------------------------------------- |
| 4 lipca  | 4 kobiety                       | Indie             | Adoor Gopalakrishnan  | Geethu Mohandas, Nandita Das, Padmapriya, Manju Pillai                  |
| 4 lipca  | Gucza! Pojedynek na trąbki      | /                 | Dušan Milić           | Marko Marković, Aleksandra Manasijević, Mladen Nelević, Nenad Okanović  |
| 4 lipca  | Królowie ulicy                  | Stany Zjednoczone | David Ayer            | Keanu Reeves, Forest Whitaker, Hugh Laurie, Chris Evans, Naomie Harris  |
| 4 lipca  | Kung Fu Panda                   | Stany Zjednoczone | Mark Osborne          | Dubbing: Marcin Hycnar, Jan Peszek, Wiktor Zborowski                    |
| 4 lipca  | Małżeństwa i ich przekleństwa   | Stany Zjednoczone | Tyler Perry           | Tyler Perry, Sharon Leal, Janet Jackson, Malik Yoba, Jill Scott         |
| 7 lipca  | Astrópía                        | /                 | Gunnar B. Gudmundsson | Ragnhildur Steinunn Jónsdóttir, Snorri Engilbertsson, Davíð Þór Jónsson |
| 7 lipca  | Hancock                         | Stany Zjednoczone | Peter Berg            | Will Smith, Charlize Theron, Jason Bateman, Jae Head, Eddie Marsan      |
| 7 lipca  | Młodość stulatka                | /                 | F.F. Coppola          | Tim Roth, Alexandra Maria Lara, Bruno Ganz, André Hennicke              |
| 7 lipca  | W górę Jangcy                   | Kanada            | Yung Chang            | Jerry Bo Yu Chen, Campbell Ping He, Cindy Shui Yu                       |
| 18 lipca | WALL·E                          | Stany Zjednoczone | Andrew Stanton        | Dubbing: Waldemar Barwiński, Agnieszka Judycka, Anna Dymna              |
| 18 lipca | Z drugiej strony                | Australia         | Sarah Watt            | William McInnes, Justine Clarke, Anthony Hayes, Lisa Flanagan           |
| 18 lipca | Zona. Teren prywatny            | /                 | Rodrigo Plá           | Daniel Giménez Cacho, Maribel Verdú, Alan Chávez, Daniel Tovar          |
| 25 lipca | Angielska robota                | Wielka Brytania   | Roger Donaldson       | Jason Statham, Saffron Burrows, Daniel Mays, Georgia Taylor             |
| 25 lipca | Czarna owca                     | Nowa Zelandia     | Jonathan King         | Nathan Meister, Danielle Mason, Tammy Davis, Peter Feeney               |
| 25 lipca | Dorwać Smarta                   | Stany Zjednoczone | Peter Segal           | Steve Carell, Anne Hathaway, Dwayne Johnson, Alan Arkin                 |
| 25 lipca | Moja dziewczyna wychodzi za mąż | /                 | Paul Weiland          | Patrick Dempsey, Michelle Monaghan, Kevin McKidd, Kadeem Hardison       |
| 25 lipca | Z Archiwum X: Chcę wierzyć      | /                 | Chris Carter          | David Duchovny, Gillian Anderson, Amanda Peet, Billy Connolly, Xzibit   |

#### sierpień
| Data        | Tytuł filmu                    | Kraj              | Reżyseria                     | Obsada |
| ----------- | ------------------------------ | ----------------- | ----------------------------- | --- |
| 1 sierpnia  | 1956 Wolność i miłość          | Węgry             | Krisztina Goda                | Kata Dobó, Iván Fenyö, Sándor Csányi, Ildikó Bánsági, Tamás Jordán                                                                       |
| 1 sierpnia  | Mów mi Dave                    | Stany Zjednoczone | Brian Robbins                 | Eddie Murphy, Elizabeth Banks, Scott Caan, Gabrielle Union                                                                               |
| 1 sierpnia  | Mumia: Grobowiec Cesarza Smoka | /                 | Rob Cohen                     | Brendan Fraser, Maria Bello, Jet Li, Michelle Yeoh, John Hannah                                                                          |
| 8 sierpnia  | Chłopaki też płaczą            | Stany Zjednoczone | Nicholas Stoller              | Jason Segel, Kristen Bell, Mila Kunis, Bill Hader, Paul Rudd                                                                             |
| 8 sierpnia  | Fados                          | /                 | Carlos Saura                  | Caetano Veloso, Cesária Évora, Lila Downs, Toni Garrido, Mariza                                                                          |
| 8 sierpnia  | Mroczny Rycerz                 | Stany Zjednoczone | Christopher Nolan             | Christian Bale, Heath Ledger, Aaron Eckhart, Maggie Gyllenhaal, Gary Oldman, Michael Caine, Morgan Freeman, Eric Roberts, Cillian Murphy |
| 8 sierpnia  | Munyurangabo                   | /                 | Lee Isaac Chung               | Jeff Rutagengwa, Eric Ndorunkundiye, Jean Pierre Harerimana                                                                              |
| 8 sierpnia  | Łowcy smoków                   | /                 | Guillaume Ivernel Arthur Qwak | Dubbing: Krzysztof Tyniec, Krzysztof Globisz, Dominika Kluźniak                                                                          |
| 14 sierpnia | REC                            | Hiszpania         | Jaume Balagueró Paco Plaza    | Manuela Velasco, Ferrán Terraza, David Vert, Pablo Rosso                                                                                 |
| 15 sierpnia | Chaotyczna Anna                | Hiszpania         | Julio Médem                   | Charlotte Rampling, Asier Newman, Nicolas Cazalé, Manuela Vellés                                                                         |
| 15 sierpnia | Uprowadzona                    | Francja           | Pierre Morel                  | Liam Neeson, Maggie Grace, Famke Janssen, Goran Kostic                                                                                   |
| 22 sierpnia | Krowy                          | Hiszpania         | Julio Médem                   | Emma Suárez, Carmelo Gómez, Ana Torrent, Pilar Bardem                                                                                    |
| 22 sierpnia | Podróż do wnętrza Ziemi 3D     | Stany Zjednoczone | Eric Brevig                   | Brendan Fraser, Josh Hutcherson, Anita Briem, Seth Meyers                                                                                |
| 22 sierpnia | Przebudzenie                   | Stany Zjednoczone | Joby Harold                   | Hayden Christensen, Jessica Alba, Terrence Howard, Lena Olin                                                                             |
| 29 sierpnia | Mamma Mia!                     | /                 | Phyllida Lloyd                | Meryl Streep, Amanda Seyfried, Pierce Brosnan, Julie Walters                                                                             |
| 29 sierpnia | Małpy w kosmosie               | Stany Zjednoczone | Kirk De Micco                 | Dubbing: Marcin Hycnar, Kamilla Baar, Bartosz Obuchowicz                                                                                 |
| 29 sierpnia | Niebo nad Paryżem              | Francja           | Cédric Klapisch               | Juliette Binoche, Romain Duris, Albert Dupontel, François Cluzet                                                                         |
| 29 sierpnia | Złodzieje                      | Hiszpania         | Jaime Marqués                 | Juan José Ballesta, María Valverde, María Ballesteros                                                                                    |

#### wrzesień
| Data        | Tytuł filmu                     | Kraj              | Reżyseria                      | Obsada                                                      |
| ----------- | ------------------------------- | ----------------- | ------------------------------ | ----------------------------------------------------------- |
| 4 września  | RocknRolla                      | Wielka Brytania   | Guy Ritchie                    | Gerard Butler, Tom Wilkinson, Thandie Newton, Mark Strong   |
| 5 września  | Dziewczyny z St. Trinian        | Wielka Brytania   | Oliver Parker Barnaby Thompson | Colin Firth, Rupert Everett, Mischa Barton, Gemma Arterton  |
| 5 września  | Elegia                          | Stany Zjednoczone | Isabel Coixet                  | Penélope Cruz, Ben Kingsley, Peter Sarsgaard, Dennis Hopper |
| 5 września  | Hellboy: Złota armia            | /                 | Guillermo del Toro             | Ron Perlman, Selma Blair, Doug Jones, John Hurt, Luke Goss  |
| 5 września  | Milarepa                        | /                 | Neten Chokling                 | Jamyang Lodro, Jamyang Nyima, Kelsang Chukie Tethong        |
| 7 września  | Ukamienowanie Sorayi M.         | Stany Zjednoczone | Cyrus Nowrasteh                | Mozhan Marnò, Shohreh Aghdashloo, James Caviezel            |
| 12 września | Centralne biuro uwodzenia       | /                 | George Gallo                   | Antonio Banderas, Meg Ryan, Colin Hanks, Selma Blair        |
| 12 września | Dinozaury 3D. Giganty Patagonii | Kanada            | Marc Fafard                    | Donald Sutherland                                           |
| 12 września | Nie zadzieraj z fryzjerem       | Stany Zjednoczone | Dennis Dugan                   | Adam Sandler, John Turturro, Emmanuelle Chriqui             |
| 12 września | Nieznajomi                      | Stany Zjednoczone | Bryan Bertino                  | Liv Tyler, Scott Speedman, Gemma Ward, Glenn Howerton       |
| 12 września | Rok 1612                        | Rosja             | Władimir Chotinienko           | Michał Żebrowski, Piotr Kisłow, Artur Smoljaninow           |
| 12 września | Sekrety                         | /                 | Alice Nellis                   | Iva Bittová, Ivan Franek, Marta Issová, Karel Roden         |
| 19 września | Babylon A.D.                    | /                 | Mathieu Kassovitz              | Vin Diesel, Gérard Depardieu, Charlotte Rampling            |
| 19 września | Elitarni                        | Brazylia          | José Padilha                   | Wagner Moura, Caio Junqueira, Fernanda de Freitas           |
| 19 września | Garfield: Festyn humoru         | /                 | Mark A.Z. Dippé                | Dubbing: Cezary Żak, Joanna Jabłczyńska, Jerzy Kryszak      |
| 19 września | Wojownik                        | Indie             | Puri Jagannath                 | Mahesh Babu, Ileana, Prakash Raj, Sayaji Shinde             |
| 19 września | Wyspa Nim                       | Stany Zjednoczone | Jennifer Flackett, Mark Levin  | Abigail Breslin, Jodie Foster, Gerard Butler                |
| 26 września | Efekt pamięci                   | Niemcy            | Claudia Lehmann                | Julia Brendler, Oliver Mommsen, Samatha Viana               |
| 26 września | Fala                            | Niemcy            | Dennis Gansel                  | Jürgen Vogel, Max Riemelt, Christiane Paul, Elyas M’Barek   |
| 26 września | Gwiezdne wojny: Wojny klonów    | /                 | Dave Filoni                    | Dubbing: Tomasz Bednarek, Mariusz Czajka, Grzegorz Wons     |
| 26 września | Jaja w tropikach                | /                 | Ben Stiller                    | Ben Stiller, Jack Black, Robert Downey Jr., Tom Cruise      |
| 26 września | Ogrody jesieni                  | /                 | Otar Ioseliani                 | Séverin Blanchet, Jacynthe Jacquet, Otar Ioseliani          |

#### październik
| Data            | Tytuł filmu                                     | Kraj              | Reżyseria             | Obsada                                                    |
| --------------- | ----------------------------------------------- | ----------------- | --------------------- | --------------------------------------------------------- |
| 3 października  | Cesarzowa i wojownicy                           | /                 | Siu-Tung Ching        | Donnie Yen, Kelly Chen, Leon Lai, Xiaodong Guo            |
| 3 października  | Death Race: Wyścig śmierci                      | Stany Zjednoczone | Paul W.S. Anderson    | Jason Statham, Joan Allen, Ian McShane, Tyrese Gibson     |
| 3 października  | Jak stracić przyjaciół i zrazić do siebie ludzi | Wielka Brytania   | Robert B. Weide       | Simon Pegg, Kirsten Dunst, Megan Fox, Gillian Anderson    |
| 3 października  | Lissi na lodzie                                 | Niemcy            | Michael Herbig        | Dubbing: Kacper Kuszewski, Maciej Stuhr, Olaf Lubaszenko  |
| 3 października  | Nasza klasa                                     | Estonia           | Ilmar Raag            | Pärt Uusberg, Vallo Kirs, Lauri Pedaja, Paula Solvak      |
| 3 października  | Obiecaj mi!                                     | /                 | Emir Kusturica        | Uroš Milovanović, Marija Petronijević, Miki Manojlović    |
| 10 października | Boski chillout                                  | Stany Zjednoczone | David Gordon Green    | Seth Rogen, James Franco, Danny R. McBride                |
| 10 października | Kobiety                                         | /                 | Diane English         | Meg Ryan, Eva Mendes, Annette Bening, Debra Messing       |
| 10 października | Wyprawa na Księżyc 3D                           | Belgia            | Ben Stassen           | Dubbing: Beniamin Lewandowski, Wit Apostolakis-Gluziński  |
| 17 października | Eagle Eye                                       | Stany Zjednoczone | D.J. Caruso           | Shia LaBeouf, Michelle Monaghan, Rosario Dawson           |
| 17 października | Rathri mazha                                    | Indie             | Lenin Rajendran       | Vineeth, Meera Jasmine                                    |
| 17 października | Free Rainer                                     | /                 | Hans Weingartner      | Moritz Bleibtreu, Elsa Schulz Gambard, Gregor Bloéb       |
| 17 października | Na krawędzi nieba                               | /                 | Fatih Akın            | Nurgül Yesilçay, Baki Davrak, Tuncel Kurtiz, Nursel Koese |
| 24 października | Ciche światło                                   | /                 | Carlos Reygadas       | Cornelio Wall, Maria Pankratz, Miriam Toews, Peter Wall   |
| 24 października | High School Musical 3: Ostatnia klasa           | Stany Zjednoczone | Kenny Ortega          | Zac Efron, Vanessa Hudgens, Ashley Tisdale, Corbin Bleu   |
| 24 października | Klasa                                           | Francja           | Laurent Cantet        | François Bégaudeau, Nassim Amrabt, Laura Baquela          |
| 24 października | Max Payne                                       | Stany Zjednoczone | John Moore            | Mark Wahlberg, Mila Kunis, Beau Bridges, Ludacris         |
| 24 października | Piła V                                          | Stany Zjednoczone | David Hackl           | Costas Mandylor, Tobin Bell, Julie Benz, Meagan Good      |
| 24 października | Tajne przez poufne                              | Stany Zjednoczone | Joel i Ethan Coenowie | John Malkovich, George Clooney, Brad Pitt, Tilda Swinton  |
| 24 października | Wyspa                                           | Rosja             | Pawieł Łungin         | Piotr Mamonow, Wiktor Suchorukow, Dmitrij Diużew          |
| 31 października | Blizna 3D                                       | Stany Zjednoczone | Jed Weintrob          | Angela Bettis, Kirby Bliss Blanton, Devon Graye           |
| 31 października | Cafe de los maestros                            | /                 | Miguel Kohan          | ---                                                       |
| 31 października | Noce w Rodanthe                                 | /                 | George C. Wolfe       | Richard Gere, Diane Lane, Viola Davis, Scott Glenn        |
| 31 października | Nocny pociąg z mięsem                           | Stany Zjednoczone | Ryuhei Kitamura       | Bradley Cooper, Leslie Bibb, Brooke Shields, Vinnie Jones |
| 31 października | Pozwól mi wejść                                 | Szwecja           | Tomas Alfredson       | Kåre Hedebrant, Lina Leandersson, Per Ragnar, Henrik Dahl |
| 31 października | Spotkania na krańcach świata                    | /                 | Werner Herzog         | Narrator: Werner Herzog                                   |

#### listopad
| Data         | Tytuł filmu                               | Kraj              | Reżyseria                     | Obsada                                                    |
| ------------ | ----------------------------------------- | ----------------- | ----------------------------- | --------------------------------------------------------- |
| 7 listopada  | 007 Quantum of Solace                     | /                 | Marc Forster                  | Daniel Craig, Olga Kurylenko, Mathieu Amalric, Judi Dench |
| 7 listopada  | Lucky Luke na Dzikim Zachodzie            | Francja           | Olivier Jean Marie            | Dubbing: Cezary Pazura, Borys Szyc, Zbigniew Suszyński    |
| 7 listopada  | Pełen oddech                              | Rosja             | Walerij Piendrakowski         | Tatiana Lutajewa, Dmitrij Isajew, Igor Lifanow            |
| 7 listopada  | Rodzina Savage                            | Stany Zjednoczone | Tamara Jenkins                | Philip Seymour Hoffman, Laura Linney, Philip Bosco        |
| 7 listopada  | Totalny kataklizm                         | Stany Zjednoczone | Jason Friedberg Aaron Seltzer | Matt Lanter, Vanessa Minnillo, Carmen Electra             |
| 14 listopada | Nasz czas                                 | Indie             | Bappaditya Bandopadhyay       | Chandrayee Ghosh, Shandhya Shetty, Rudranil Ghosh         |
| 14 listopada | Udław się                                 | Stany Zjednoczone | Clark Gregg                   | Sam Rockwell, Anjelica Huston, Joel Grey                  |
| 21 listopada | Dziewczyna mojego kumpla                  | Stany Zjednoczone | Howard Deutsch                | Dane Cook, Kate Hudson, Jason Biggs, Alec Baldwin         |
| 21 listopada | Kwarantanna                               | Stany Zjednoczone | John Erick Dowdle             | Jennifer Carpenter, Steve Harris, Jay Hernández           |
| 21 listopada | Przyjeżdża orkiestra                      | Izrael            | Eran Kolirin                  | Sason Gabbaj, Ronit Elkabetz, Saleh Bakri, Khalifa Natour |
| 21 listopada | W sieci kłamstw                           | Stany Zjednoczone | Ridley Scott                  | Russell Crowe, Leonardo DiCaprio, Mark Strong             |
| 28 listopada | Bangkok – ostatnie zlecenie               | Tajlandia         | Danny Pang, Oxide Pang Chun   | Pawalit Mongkolpisit, Patharawarin Timkul, Piya Boonnak   |
| 28 listopada | Czyngis-chan                              | Kazachstan        | Siergiej Bodrow               | Tadanobu Asano, Khulan Chuluun, Amadu Mamadakow           |
| 28 listopada | Happy-Go-Lucky, czyli co nas uszczęśliwia | Wielka Brytania   | Mike Leigh                    | Sally Hawkins, Eddie Marsan, Alexis Zegerman              |
| 28 listopada | Lustra                                    | Stany Zjednoczone | Alexandre Aja                 | Kiefer Sutherland, Paula Patton, Julian Glover, Amy Smart |
| 28 listopada | Na przemiał                               | Jordania          | Mahmoud al Massad             | Abu Amar                                                  |
| 28 listopada | Nim diabeł dowie się, że nie żyjesz       | /                 | Sidney Lumet                  | Philip Seymour Hoffman, Ethan Hawke, Albert Finney        |
| 28 listopada | Ostatnie zlecenie                         | Stany Zjednoczone | Danny Pang, Oxide Pang Chun   | Nicolas Cage, James With, Charlie Yeung, Shaun Delaney    |
| 28 listopada | Piorun                                    | Stany Zjednoczone | Chris Williams, Byron Howard  | Dubbing: Borys Szyc, Sonia Bohosiewicz, Tomasz Karolak    |
| 28 listopada | Podróż ze zwierzętami domowymi            | Rosja             | Wiera Storożewa               | Dmitrij Diużew, Ksenia Kutiepowa, Anna Michałkowa         |
| 28 listopada | Teza                                      | Etiopia           | Haile Gerima                  | Aaron Arefe, Takelech Beyene, Abiye Tedia                 |
| 28 listopada | Zajście awaryjne                          | Wielka Brytania   | Eric Styles                   | Heather Graham, Mia Kirshner, Will Mellor                 |

#### grudzień
| Data       | Tytuł filmu                                | Kraj              | Reżyseria                        | Obsada                                                   |
| ---------- | ------------------------------------------ | ----------------- | -------------------------------- | -------------------------------------------------------- |
| 5 grudnia  | Fighter: kochaj i walcz                    | Dania             | Natasha Arthy                    | Semra Turan, Nima Nabipour, Cyron Bjørn Melville         |
| 5 grudnia  | Jezus Chrystus Zbawiciel                   | Niemcy            | Peter Geyer                      | Klaus Kinski                                             |
| 5 grudnia  | Klub Winx: Tajemnica Zaginionego Królestwa | Włochy            | Iginio Straffi                   | Dubbing: Magdalena Krylik, Katarzyna Łaska, Marta Żmuda  |
| 5 grudnia  | Rocker                                     | Stany Zjednoczone | Peter Cattaneo                   | Rainn Wilson, Josh Gad, Emma Stone, Lonny Ross           |
| 5 grudnia  | Śledztwo                                   | /                 | Iglika Triffonova                | Krassimir Dokov, Svetla Yancheva, Labina Mitewska        |
| 5 grudnia  | Zawodowcy                                  | Stany Zjednoczone | Jon Avnet                        | Al Pacino, Robert De Niro, 50 Cent, Brian Dennehy        |
| 12 grudnia | 12 lat i koniec                            | Stany Zjednoczone | Michael Cuesta                   | Jeremy Renner, Adam LeFevre, Joseph Foster               |
| 12 grudnia | Cztery Gwiazdki                            | Stany Zjednoczone | Seth Gordon                      | Vince Vaughn, Reese Witherspoon, Robert Duvall           |
| 12 grudnia | Liverpool                                  | /                 | Lisandro Alonso                  | Juan Fernández, Nieves Cabrera, Giselle Irrazabal        |
| 12 grudnia | Wielki Stach                               | Stany Zjednoczone | Rob Schneider                    | Rob Schneider, David Carradine, Marcia Wallace           |
| 19 grudnia | Just Dance – Tylko taniec!                 | Stany Zjednoczone | Darren Grant                     | Mary Elizabeth Winstead, Riley Smith, Tessa Thompson     |
| 24 grudnia | Sunni i słoń                               | Francja           | Olivier Horlait, Frédéric Lepage | Simon Woods, Keith Chin                                  |
| 26 grudnia | Australia                                  | /                 | Baz Luhrmann                     | Nicole Kidman, Hugh Jackman, Bryan Brown, David Wenham   |
| 26 grudnia | Jestem na tak                              | Stany Zjednoczone | Peyton Reed                      | Jim Carrey, Zooey Deschanel, Danny Masterson, Molly Sims |
| 26 grudnia | Pocałunek o północy                        | Stany Zjednoczone | Alex Holdridge                   | Scoot McNairy, Sara Simmonds, Brian McGuire              |